# The Battle Over Citizen Kane - La sfida che segnò la storia del cinema
The Battle Over Citizen Kane - La sfida che segnò la storia del cinema (The Battle Over Citizen Kane) è un documentario del 1996 diretto da Michael Epstein e Thomas Lennon  candidato al premio Oscar al miglior documentario.